# Berryz工房Single V Clips (1)
『Berryz工房Single V Clips ①』（日語：Berryz工房シングルVクリップス ①）是Berryz工房的第1張PV集。

## 概要
- 初回盤附有Hello!Pro相片卡1枚。

## 收錄内容
1. 沒有你活不下去
2. 戰鬥姿勢不是虛有其表!
3. 活力上路!
4. Happiness ～幸福歡迎!～ （New Ver.）
5. 戀愛咒縛

特典映像
1. 沒有你活不下去 （Dance shot Ver.）
2. 戰鬥姿勢不是虛有其表! （戰鬥姿勢DANCE!DANCE!DANCE!Ver.）
3. 活力上路! （Close-up Ver.）
4. Happiness ～幸福歡迎!～ （Close-up Ver.）
5. 戀愛咒縛 （スマイル Ver.）
6. 戀愛咒縛 Making映像 + TV-CM集

## 外部連結
- UP-FRONT WORKSディスコグラフィ